# Universidade da Região da Campanha
O Centro Universitário da Região da Campanha (URCAMP), anteriormente Universidade da Região da Campanha, é uma instituição multicampi, comunitária, regional e filantrópica localizada na região Sudoeste do Rio Grande do Sul. Sua sede está localizada em Bagé e está presente em mais quatro cidades das regiões da Fronteira Oeste e Campanha Gaúcha.

## História
Criada em 13 de janeiro de 1969 como Fundação Universidade de Bagé (FUnBa) por Attila Taborda, quando ocorreu a unificação dos cursos superiores das instituições: Faculdade Católica de Filosofia, Ciências e Letras, Faculdade de Ciências Econômicas, Faculdade de Belas Artes e da Faculdade de Direito. Em 1972, foi criada a Faculdade de Educação Física e logo depois a Faculdade de Medicina Veterinária e Agronomia em 1976. Com o surgimento de mais cursos, a FUnBA tornou–se a Fundação Attila Taborda e em 16 de fevereiro de 1989, a instituição foi reconhecida como Universidade da Região da Campanha. Após a fundação da Urcamp foram criados os campi de Dom Pedrito, Caçapava do Sul, São Gabriel, Santana do Livramento, São Borja, Alegrete e Itaqui.
Desde 2007, a Urcamp ostenta o selo de Instituição Socialmente Responsável da Associação Brasileira de Mantenedoras de Ensino Superior - ABMES.
Em 2017, reitoria e membros do conselho universitário, considerando a necessidade de readequação à realidade acadêmica, financeira e administrativa, e considerando que a instituição não cumpria com todos os requisitos para se manter na organização acadêmica do tipo Universidade (entre eles, a ausência de cursos de pós-graduação stricto sensu, mestrados e doutorados) optaram por solicitar o recredenciamento da instituição como Centro Universitário. Em agosto de 2018, após a visita in loco relativa ao seu processo de recredenciamento, recebeu nota máxima do Ministério da Educação (MEC). Este recredenciamento, entretanto, alterou a organização acadêmica da instituição de Universidade para Centro Universitário, como solicitado e dado que a instituição não cumpria todos os critérios para ser enquadrada como universidade.

## Campi

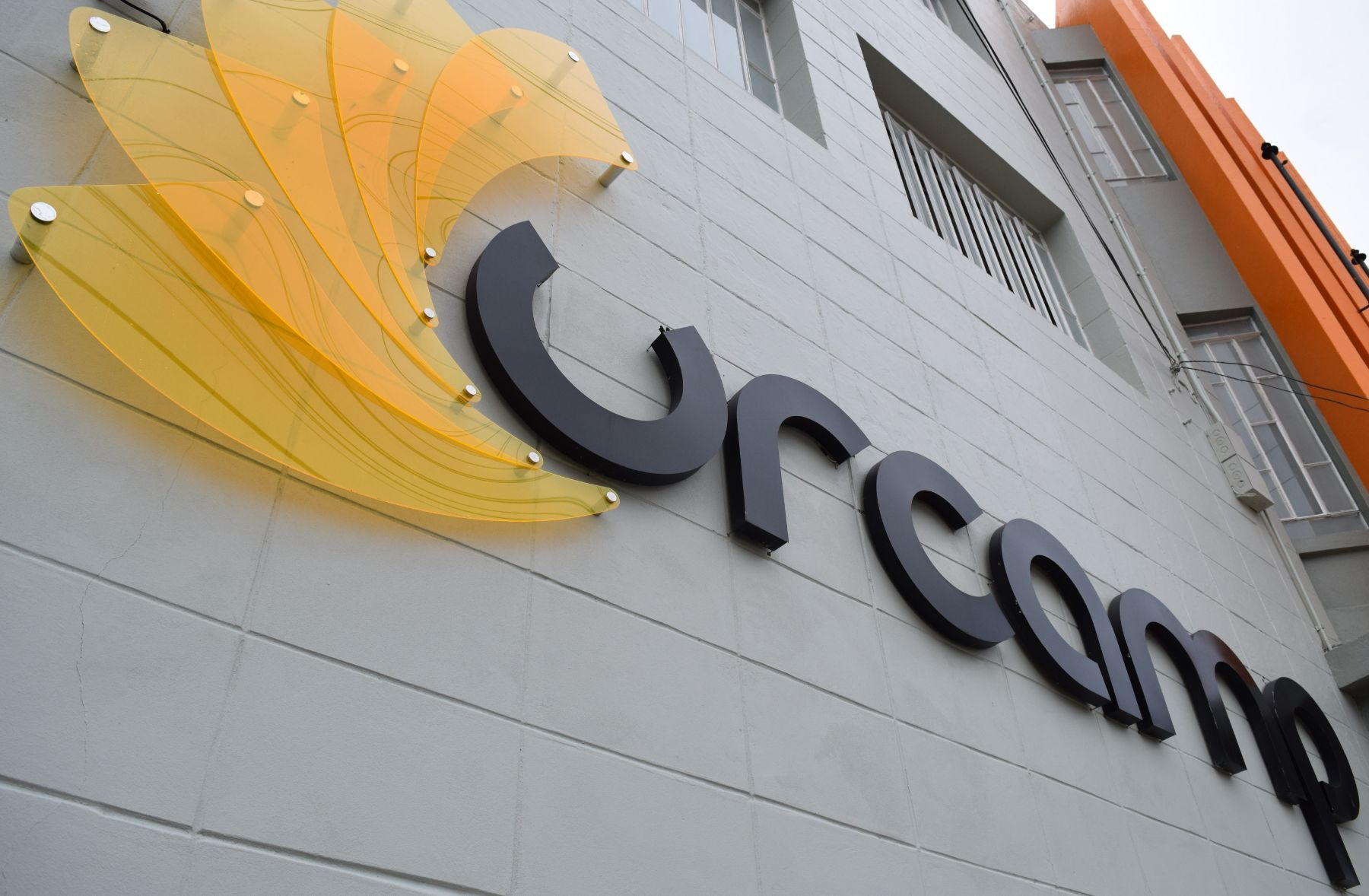
Campus central, em Bagé/RS.

Os campi da Urcamp são os seguintes:
- Campus de Bagé;[13] (Sede)
- Campus de Alegrete;
- Campus de Dom Pedrito;
- Campus de Santana do Livramento;
- Campus de São Gabriel;

## Ensino
A Urcamp oferece 20 cursos de graduação superior. A partir de 2020, a instituição passou a oferecer também a modalidade EAD (Educação à Distância), e mais 22 cursos estão sendo oferecidos à distância em todos os campi, com aulas pela internet e semipresenciais. A instituição ainda oferece mais de 10 cursos de pós-graduação lato sensu na modalidade híbrida, dentre eles as especializações em Direitos Humanos e Políticas Públicas, em Terapia Cognitivo Comportamental e o MBA em Agronegócio, Tecnologia, Gestão e Sucessão.

### Pesquisa e Extensão
A instituição realiza, uma vez por ano, o evento Congrega Urcamp, em que ocorrem apresentações de trabalhos científicos de grupos de pesquisa na Jornada de Pós-Graduação, mostra de Projetos Comunitários, de Extensão e Integradores e Mostra de Iniciação Científica Júnior. No campus Alegrete ocorre o evento Concurso de Oratória Ruy Ramos, anualmente, em homenagem ao ex-deputado federal e promotor público gaúcho.

## Estrutura

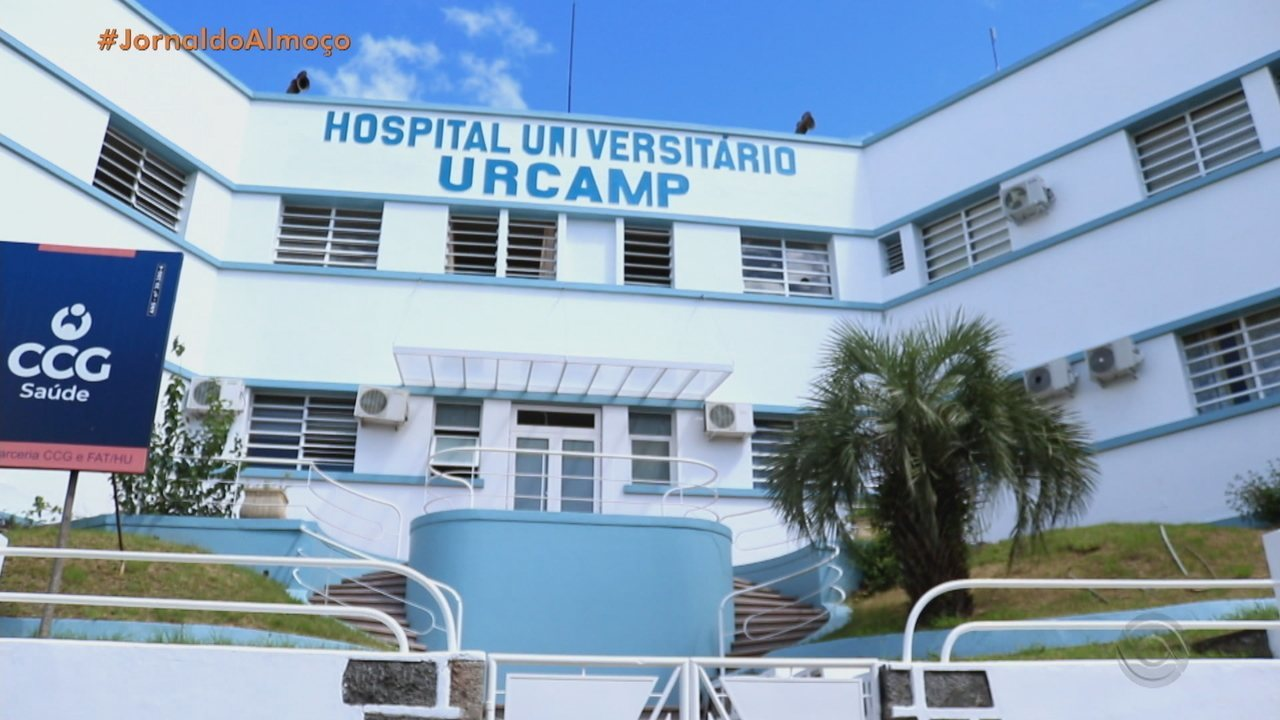
Hospital universitário Urcamp, em Bagé/RS

A Urcamp faz parte da Fundação Atilla Taborda (FAT), que além dos cinco campi universitários, integra:
1. Hospital Universitário[19] de Bagé;
2. Casa da Menina (abrigo e lar de meninas de 0 a 18 anos em situação de vulnerabilidade social);[20]
3. Museu da Gravura Brasileira;[21]
4. Museu Dom Diogo de Souza;[22] e os
5. Colégios da Urcamp de ensino fundamental e médio, situados nas cidades de Dom Pedrito, Santana do Livramento, São Gabriel e o Colégio Raymundo Carvalho em Alegrete.[23][24]